# Woolworth Building
Het Woolworth Building is een gebouw in Manhattan (New York), aan Broadway tussen Barclay Street en Park Place.
Het gebouw is ontworpen door Cass Gilbert en werd voltooid in 1913. Het was 17 jaar lang met 241 meter het hoogste gebouw ter wereld. In 1930 werd het gebouw overtroffen door het 41 meter hogere 40 Wall Street (inmiddels bekend als Trump Building). Naast het Woolworth Building was Cass Gilbert ook verantwoordelijk voor het ontwerp van het New York Life Insurance Building en het Supreme Court Building in Washington. Het gebouw was tot 1998 eigendom van de Woolworth Company, die in 1910 Cass Gilbert opdracht gaf tot de bouw van een nieuw hoofdkantoor aan Broadway.
Enkele feiten:
- Het gebouw heeft 55 verdiepingen.
- Het gebouw bood plaats aan 14.000 personeelsleden.
- Het gebouw heeft 13,5 miljoen dollar gekost.

Het is sinds 1966 een National Historic Landmark.

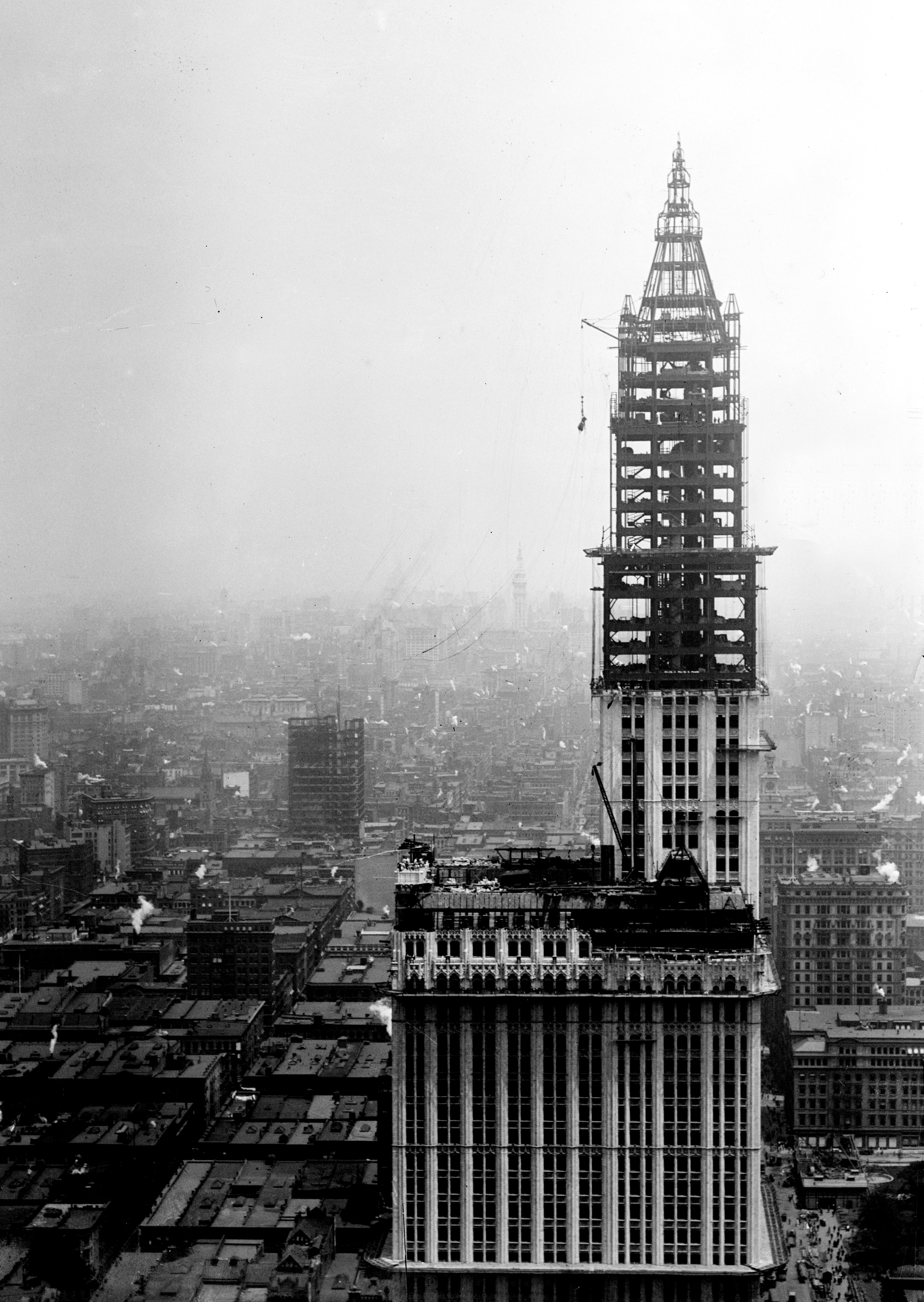
In aanbouw (1912)
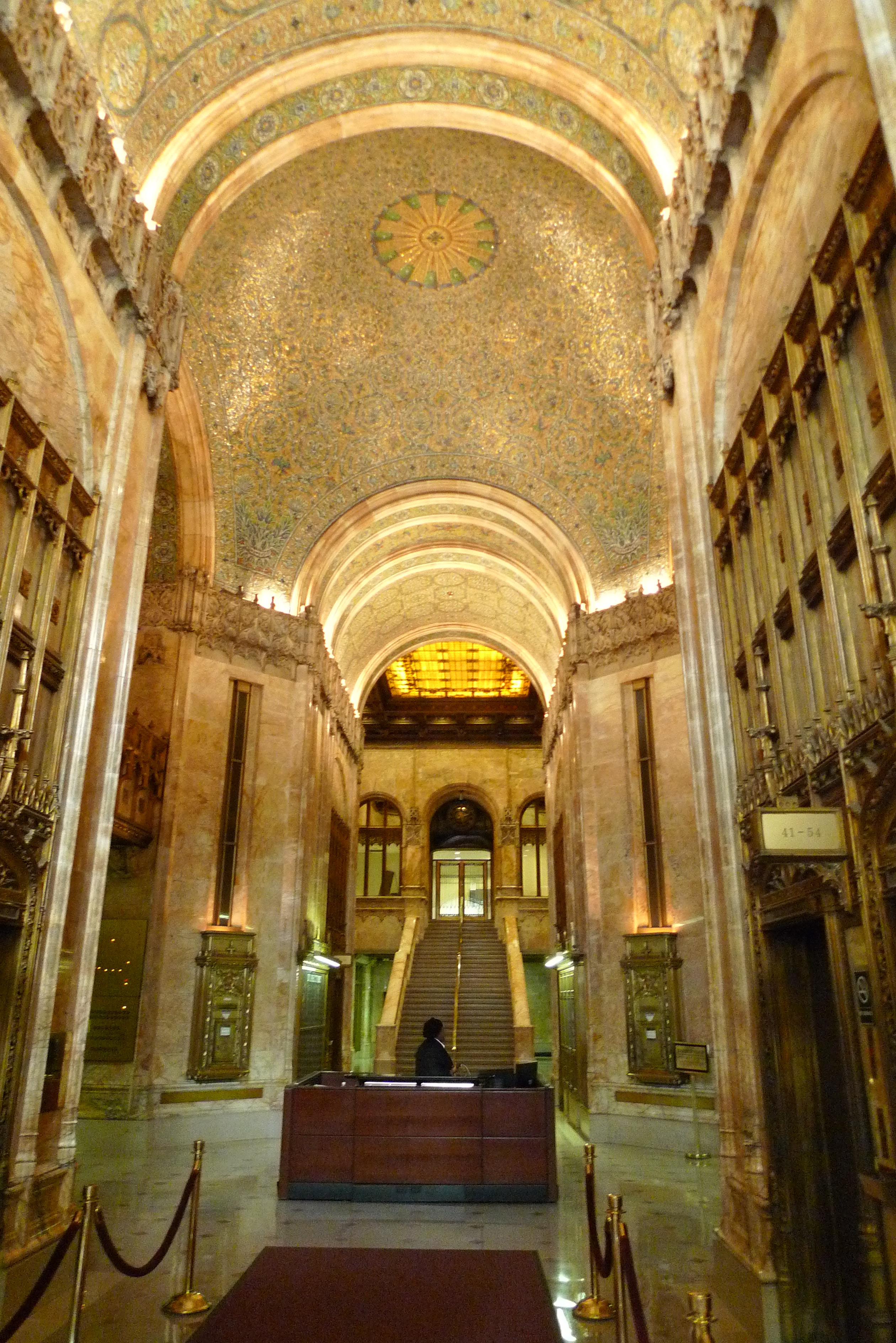
Interieur
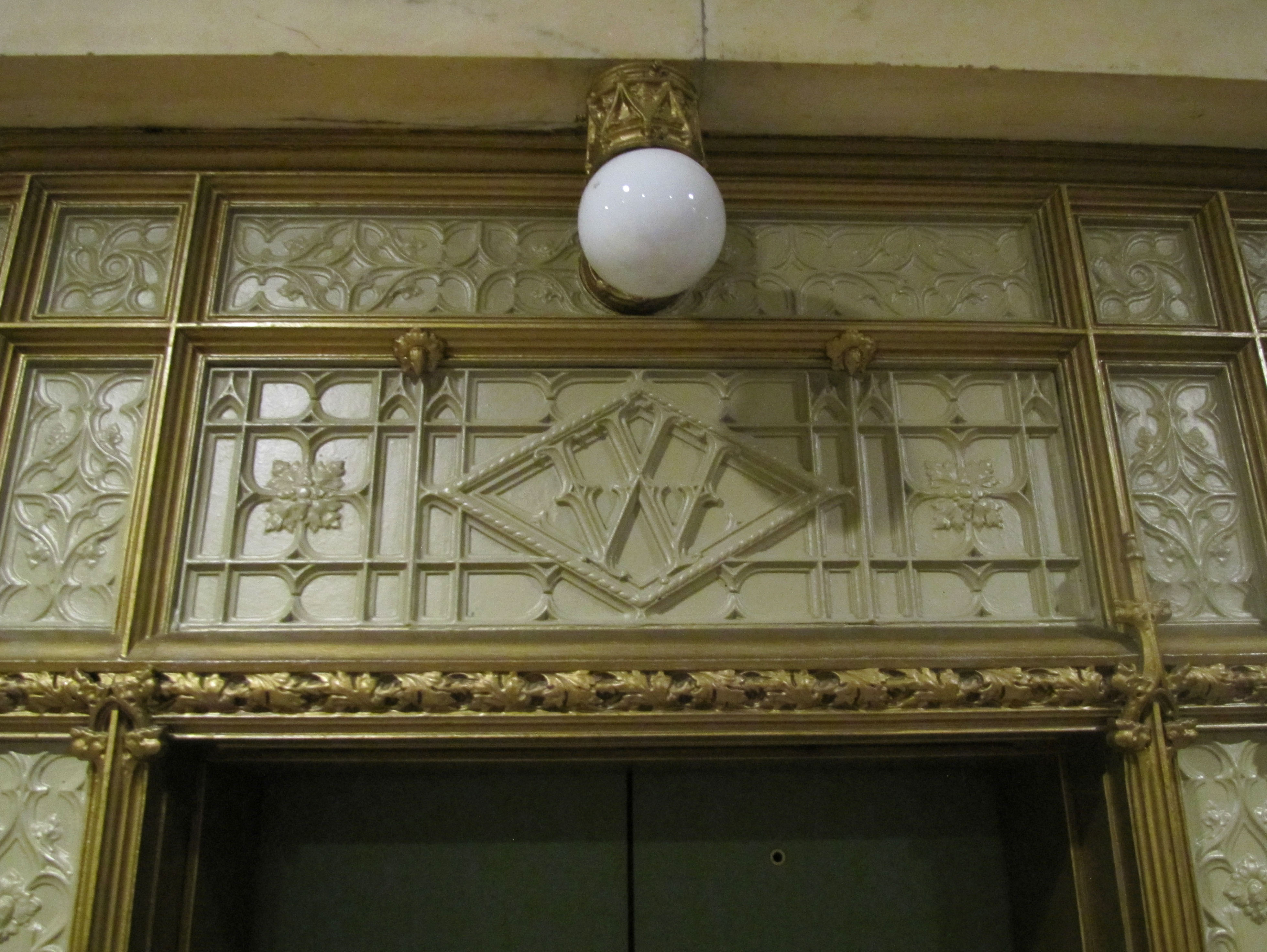
Lift
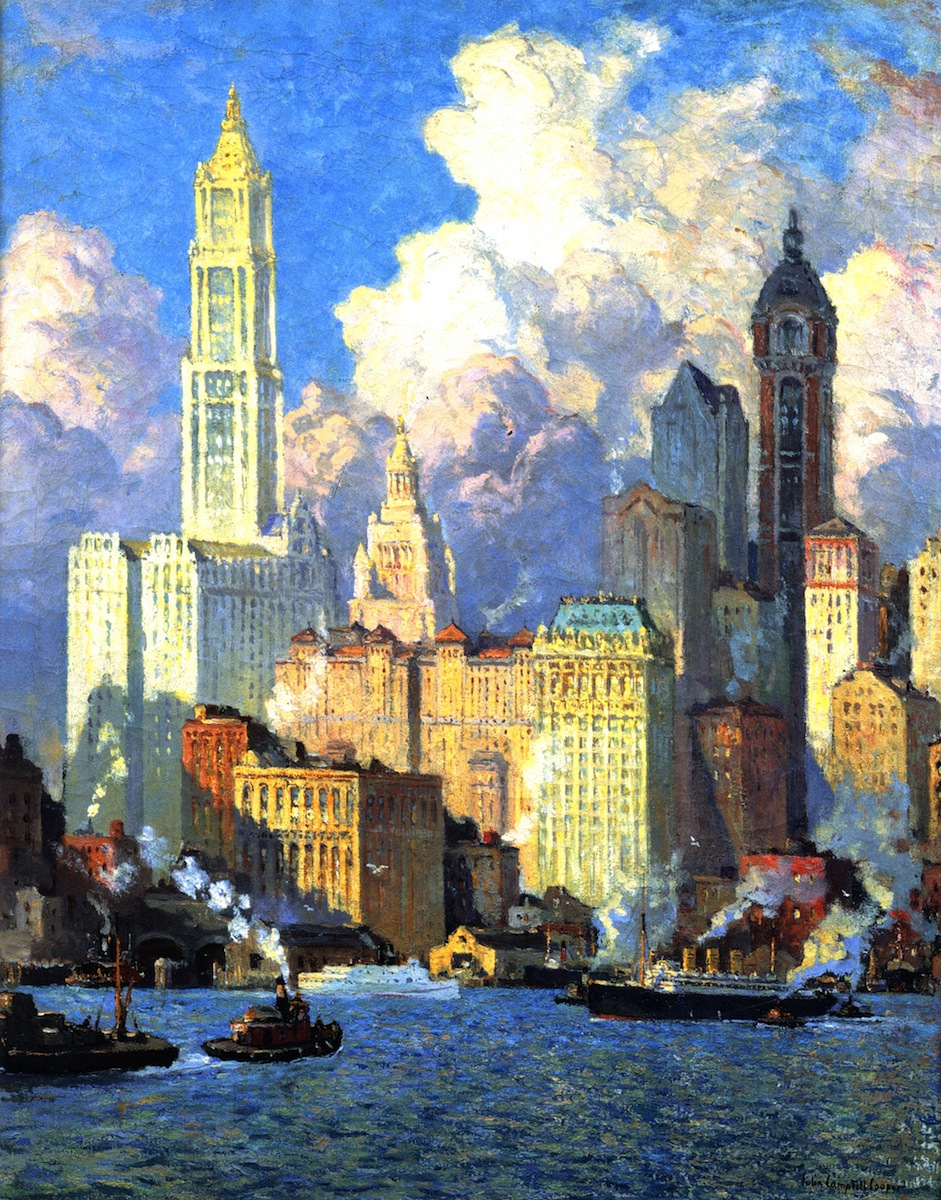
Woolworth Building op een schilderij van Colin Campbell Cooper (begin 20ste eeuw)

## Andere beroemde wolkenkrabbers
- Empire State Building
- Chrysler Building
- Flatiron Building